# Abdollah Nouri
Abdollah Nouri (en persan : عبدالله نوری), né en 1950, est un religieux et un réformateur iranien.

## Carrière
Abdollah Nouri est qualifié de « lieutenant de confiance » de l'ayatollah Khomeini. Khomeini le désigne comme son représentant auprès de nombreuses autres organisations importantes. Le successeur et dirigeant suprême, l'ayatollah Ali Khamenei, le nomme également membre « d'un puissant conseil qui le conseillera sur les grandes politiques ». Cependant, Abdollah Nouri soutient également le clerc dissident, le grand ayatollah Hossein Ali Montazeri, qui est placé en résidence surveillée en 1997 pour avoir mis en question l'autorité de l'ayatollah Khamenei.
Il est pendant quatre ans ministre de l'Intérieur dans le gouvernement de Hashemi Rafsanjani. Il s'impose à la fin des années 1990 comme la figure principale du parti réformateur. Il est également ministre de l'Intérieur dans le gouvernement de Mohammad Khatami, mais est mis en accusation par le cinquième parlement après seulement onze mois d'activité à son poste. Il est peu après élu chef du conseil municipal de Téhéran.
Il démissionne du conseil pour participer aux élections du sixième parlement. Il fonde un journal nommé Khordad, en mémoire de la victoire du président Khatami le 2 khordad 1376 du calendrier iranien, soit le 23 mai 1997.

## Procès
Accusé d'insulter les valeurs islamiques, il est jugé par la Cour cléricale spéciale d'Iran en novembre 1999. Il déclare ne pas accepter l'autorité de cette dernière, la jugeant anticonstitutionnelle. Reconnu coupable d'insultes envers l'Ayatollah Khomeini, de publications anti-religieuses, de perturbation de l'opinion publique, d'insultes à personnalités officielles et de connivence avec les États-Unis, il est condamné à cinq ans de prison.
Après qu'il eut passé quatre années en prison, son frère Aliréza Nouri, à l'époque membre du parlement, fut tué dans un accident. Abdollah Nouri fut alors libéré de la prison d'Evin lorsque Mehdi Karroubi, membre du parlement de l'époque, écrivit une lettre au Guide Suprême en lui demandant de libérer Abdollah Nouri parce que son père était accablé par la perte de son autre fils.